# Marcelo (banqueiro)
Marcelo (em latim: Marcellus; m. 562) foi um banqueiro bizantino do século VI, ativo durante o reinado do imperador Justiniano (r. 527–565).

## Vida
Marcelo era nativo da Cilícia. Era proprietário de um ergastério próximo de Santa Irene e possivelmente era subordinado de Etério, o curador do Palácio de Antíoco. No final de 562, conspirou com Sérgio e Ablávio, a quem pagou ca. 23 quilos de ouro para participar, para matar Justiniano. No dia da conspiração, foi pego entrando no palácio com uma adaga e cometeu suicídio. Se sabe que pegou dinheiro emprestado de Isaque para financiar o esquema.